# 別府港駅
別府港駅（べふこうえき）は、かつて兵庫県加古川市別府町緑町にあった別府鉄道の駅（廃駅）である。野口線と土山線の合流地点で、別府鉄道廃線に伴い1984年（昭和59年）2月1日に廃止された。

## 歴史
- 1921年（大正10年）9月3日：野口線の駅として開業。
- 1923年（大正12年）3月18日：土山線が開業。
- 1945年（昭和20年）1月10日：野口線が営業休止。
- 1947年（昭和22年）5月22日：野口線が営業再開。
- 1984年（昭和59年）2月1日：廃止。

## 駅構造
島式ホーム1面2線を有していた地上駅。1本は行き止まりで、もう1本はさらに南方向へ専用線に接続していた。専用線は、多木化学本社工場、さらにその先の住友精化別府工場へ続いていた。
構内は数本の側線も引かれており、貨車・客車の入れ替えも盛んに行われていた。機関区も併設されていた。

## 駅周辺
- グリーンプラザべふ
- なかじま公園（別府鉄道キハ101を保存していたが、同車は2008年に解体された）

## 廃止後の現状
線路跡、駅跡はほとんどが道路などになったがホームの跡が残っている。そばには現在でも別府鉄道の本社が存在する。構内の側線、機関区跡にはアリオ加古川やオートバックスなどが建っている。

## 隣の駅
別府鉄道
野口線
別府口駅 - 別府港駅 - 港口駅
土山線
別府港駅 - 中野駅